# TA14
TA14 (Tomb of Amarna 14) è la sigla che identifica una delle Tombe dei nobili ubicate nell'area dell'antica Akhetaton, oggi nota come Amarna, capitale voluta e costruita dal faraone Amenhotep IV/Akhenaton della XVIII dinastia. La città venne abbandonata circa 30 anni dopo la sua fondazione; le tombe vennero abbandonate e in parte riutilizzate in epoca moderna come romitaggi di monaci copti. L'abbandono millenario e i danni causati dalla presenza umana hanno spesso reso irriconoscibili le strutture originarie e danneggiato pesantemente, quando non reso illeggibili, scene pittoriche e rilievi parietali.

## Titolare
TA14 era la tomba di:
| Titolare     | Titolo | Necropoli | Dinastia/Periodo | Note             |
| ------------ | --- | --------- | ---------------- | ---------------- |
| May (o Maya) | Generale del Signore delle Due Terre; Sovrintendente della casa della pacificazione di Aton (?); Amministratore di Waenra (Akhenaton) in On (Eliopoli); Sovrintendente di tutti i lavori del re; Scriba reale; Scriba delle reclute; Sovrintendente del bestiame del tempio di Ra a On; portatore di flabello alla destra del re | Amarna    | XVIII dinastia   | area meridionale |

## Biografia
La considerazione goduta da May può essere desunta dalle parole encomiastiche che su di lui vengono riportate in un lungo testo sulle pareti del corridoio di accesso alla TA14 (n. 4 in planimetria), nonché dagli innumerevoli titoli che gli vengono assegnati e che sono sintomatici di alto prestigio tra i funzionari della Corte amarniana. Si tratta di titoli che comportano, in massima parte, alta considerazione a Corte, come l'essere portatore del flabello alla destra del re, che è indicativo di un rapporto, anche interpersonale, molto stretto con il sovrano che viene convalidato da quello di scriba reale, ovvero addetto alla corrispondenza del re. IL testo, inoltre, pone l'accento sull'essere May uno dei più devoti seguaci dell'ideologia atoniana. Dal contesto e dalla presenza, in una scena parietale, di tre principesse, si ritiene che la tomba non venne realizzata prima dell'anno VI di regno e che l'uscita di scena di May avvenne molto verosimilmente non molto tempo dopo. Si ritiene altresì che venne sostituito nell'incarico di Sovrintendente dei soldati da Ramose (TA11) o Paatenemab (TA24), come Sovrintendente ai lavori da Tutu (TA8), come portatore di flabello da Ahmose (TA3) e come Cancelliere da Nakhtpaaten (TA12).

## La tomba
L'esistenza di una grande tomba era nota da tempi antichi, ma essendo completamente riempita di sabbia, venne menzionata, ma non scavata, da Urbain Bouriant nel 1883; dieci anni dopo, nel 1893, la tomba venne svuotata da Alessandro Barsanti ed i testi vennero in massima parte trascritti e tradotti da George Daressy che, tuttavia, non indicò il nome del titolare titolando la tomba come "del flabellifero". La Ta14 venne scavata nella parete della falesia, in un'area non molto più ampia dell'ingresso. Sulla facciata (nn. 1 e 2 in planimetria) resti di una scena con tre principesse e Mutnodjemet, sorella della regina Nefertiti; sugli stipiti petizioni funerarie. Nel breve corridoio sono riportati un inno ad Aton nonché titoli e lodi per il defunto (4) e, sulla parete opposta, in alto, (3) scena della famiglia reale in adorazione dell'Aton, in basso una scena, molto danneggiata, vede il defunto in atto di adorazione a sua volta. Sul soffitto vengono riportati alcuni dei titoli di May. Il corridoio immette in una sala colonnata non ultimata che denota un buon progetto non portato, tuttavia, a buon fine giacché solo alcune delle colonne sono ultimate (due su dodici) mentre altre sono in varie fasi di lavorazione e, in un caso, esiste un pilastro di forma quadrata che, molto verosimilmente. sarebbe stato trasformato in colonna solo con sovrapposizione di spessi strati di intonaco. Una delle colonne, nell'angolo est della sala, venne in parte mutilata per consentire la realizzazione di una scala che doveva addurre all'appartamento sotterraneo.  Solo una scena parietale (5) è rilevabile, comunque in fase di abbozzo, rappresentante il defunto premiato nel Palazzo reale; deviando da quelli che erano i canoni stilistici tipici delle pitture parietali del periodo, l'artista ha dotato la scena di uno sfondo con giardino e barche. Il Palazzo reale è stato infatti disegnato sulle sponde del fiume su cui è possibile individuare, tra le altre che fanno da corteo, una barca del re distinguibile non solo dalle maggiori dimensioni rispetto alle altre, ma anche dalla presenza di una testa del re scolpita alla sommità della leva del timone; un'altra barca è, evidentemente, quella della regina, vuoi per le maggiori dimensioni vuoi, anche in questo caso, per la testa della regina, rivestita da una corona con due alte piume, scolpita sul timone. Entrambe presentano, inoltre, tre ampie cabine sui ponti. Una nicchia nel lato nord della sala avrebbe dovuto ospitare una statua di May, in piedi, ma questa non venne portata oltre il primo livello di abbozzo. Di particolare interesse sono alcuni graffiti originali dell'epoca che, sul lato nord della parete, riportano indicazioni molto verosimilmente connesse ai lavori di costruzione.

### Annotazioni
1. ↑  La numerazione dei locali e delle pareti segue quella di Porter e Moss 1968, p. 220.
2. ↑  L'esatta trascrizione del testo è "Sovrintendente della casa di Sehetep-Aton". Tale dizione è nota anche da ostraka rinvenuti ad Amarna e non è bene individuato quale possa essere l'esatta traduzione: secondo alcuni studi potrebbe trattarsi di un nome di persona "colui che pacifica Aton" e potrebbe essere un raro appellativo di Akhenaton, o di suo padre Amenhotep III,  o il nome atoniano di un altro membro della famiglia reale.
3. ↑  È noto che la coppia reale di Akhenaton e Nefertiti abbia generato sei principesse che appaiono spesso nelle scene parietali tanto che dal numero di queste si perviene a un'individuazione dell'anno di regno corrispondente.
4. ↑  George Daressy (1864-1939), egittologo francese.
5. ↑  Il nome di May, anche se danneggiato, venne individuato da Norman de Garis Davies su uno degli stipiti di sinistra della tomba.
6. ↑  Il frammento di una scena simile, proveniente dal distrutto tempio di Aton a Karnak, si trova presso il Museo egizio del Cairo: la scena mostra il re e, sullo sfondo alcuni alberi, e un uomo che trasporta remi.
7. ↑  Si tratta di due cabine a poppa e a prua aperte, a forma di chiosco, e di una cabina centrale chiusa con finestre.
8. ↑  Esempio: "questo pezzo (?) due giorni", "questo pezzo (?) cinque giorni", "anno II".

### Fonti
1. ↑  Porter e Moss 1968, Parte IV, p. 225.
2. ↑  Reeves 2001, p. 137.
3. ↑  Davies 1903, Parte V, pp. 4-5.
4. ↑  Davies 1903, Parte V, p. 5.
5. ↑  Davies 1903, Parte V, p. 1, Tavv. I-V.
6. ↑  Porter e Moss 1968, Vol. IV, pp. 225.
7. ↑  Davies 1903, Parte V, pp. 1-5, Tavv. I-V.